# Čađavica Gornja, Bijeljina
Čađavica Gornja je naselje v občini Bijeljina, Bosna in Hercegovina. 

## Deli naselja
Anići, Bjelčevići, Božići, Čađavica Gornja, Dokići, Mitići, Mitrić Mahala, Petrović Mahala, Vasilići in Zarić Mahala. 

## Prebivalstvo
| Pregled števila prebivalcev po letih | Pregled števila prebivalcev po letih | Pregled števila prebivalcev po letih | Pregled števila prebivalcev po letih | Pregled števila prebivalcev po letih | Pregled števila prebivalcev po letih |
| ------------------------------------ | ------------------------------------ | ------------------------------------ | ------------------------------------ | ------------------------------------ | ------------------------------------ |
| 1948                                 | 1953                                 | 1961                                 | 1971                                 | 1981                                 | 1991                                 |
| -                                    | -                                    | -                                    | 1.066                                | 1.042                                | 973                                  |

| Narodna sestava prebivalstva po letih                                                                                          | Narodna sestava prebivalstva po letih                                                                                          | Narodna sestava prebivalstva po letih                                                                                      |
| --- | --- | --- |
| 1971 | 1981 | 1991 |
| . skupaj: 1.066 Srbi 1.061 (99,53 %) Hrvati 1 (0,09 %) Muslimani 0 (0,00 %) Jugoslovani 0 (0,00 %) drugi in neznano 4 (0,37 %) | . skupaj: 1.042 Srbi 1.034 (99,23 %) Hrvati 0 (0,00 %) Muslimani 0 (0,00 %) Jugoslovani 4 (0,38 %) drugi in neznano 4 (0,38 %) | . skupaj: 973 Srbi 964 (99,07 %) Muslimani 2 (0,20 %) Hrvati 0 (0,00 %) Jugoslovani 3 (0,30 %) drugi in neznano 4 (0,41 %) |